# Тавернанова (Козенца)
Тавернанова је насеље у Италији у округу Козенца, региону Калабрија.
Према процени из 2011. у насељу је живело 67 становника. Насеље се налази на надморској висини од 204 м.